# Geleen-Zuid
Geleen-Zuid is de meest zuidelijke wijk van Geleen. De wijk telt een aantal flats (onder andere de Pijperflat en de Wagenaarflat) en herbergt een aantal voorzieningen die van belang zijn voor Geleen en omstreken. Zo ligt er een grote middelbare school (het Graaf Huyn College), winkelcentrum het Zuidhof en een bedrijventerrein dat de nodige werkgelegenheid verschaft. Ook zijn er een aantal sportverenigingen gevestigd, zoals voetbalclub FC Geleen Zuid en tafeltennisvereniging TTV Kluis. Het Sint-Barbaraziekenhuis, later Maaslandziekenhuis Geleen, was hier gevestigd.
Tegenwoordig ligt hier een bejaardentehuis.

## Ontstaan
De wijk is grotendeels in de jaren 60 en 70 van de 20e eeuw gebouwd om de groei van Geleen toentertijd op te vangen. Een parochiekerk werd in 1971 gebouwd: de Pastoor van Arskerk. De contouren van de flats waren als eerste zichtbaar, later is er nog een heel stuk bijgebouwd tot aan het dorp Neerbeek.

## Bereikbaarheid
De wijk is goed bereikbaar. Geleen-Zuid is pal aan de rijksweg A76 gesitueerd en aan grote wegen binnen Geleen zelf. De belangrijkste wegen binnen de wijk zijn de Jos Klijnenlaan, Lienaertstraat en de Rembrandtlaan. Ook is de wijk per openbaar vervoer goed bereikbaar door middel van een aantal bushaltes.

## Bevolking
De wijk Geleen Zuid kent door de aanwezigheid van het bejaardentehuis een vrij hoog gehalte aan bejaarde bewoners. Ook wonen er in deze wijk relatief veel mensen van allochtone afkomst en veel mensen van de middenstand. Daardoor kent de wijk een vrij gemengde bevolking.
Steden: Geleen · Sittard

Dorpen: Born · Buchten · Einighausen · Grevenbicht · Guttecoven · Holtum · Limbricht · Munstergeleen · Obbicht · Papenhoven

Buurtschappen en gehuchten: Abshoven · Daniken · Graetheide · Harrecoven · Rosengarten · Schipperskerk · Windraak

Woonwijken: Baandert · Broeksittard · Geleen-Centrum · Geleen-Noord · Geleen-Zuid · Hondsbroek · Kemperkoul · Kluis · Kollenberg-Park Leyenbroek · Limbrichterveld · Lindenheuvel · Oud-Geleen · Overhoven · Sanderbout · Sittard-Centrum · Stadbroek · Vrangendael

Limburg: Steden en dorpen      Nederland: Provincies · Gemeenten